# Dazhu
Dazhu (en chino, 大竹; pinyin, Dàzhú) es un condado bajo la administración directa de la ciudad-prefectura de Dazhou. Se ubica en la provincia de Sichuan, centro-sur de la República Popular China. Su área es de 2078 km² y su población total para 2010 superó los 870 mil habitantes.

## Administración
Desde junio de 2023, el  Condado Dazhu se divide en 31 pueblos que se administran en 3 subdistritos, 23 poblados y 5 villas.

## Toponimia
El topónimo Dazhu significa 'grandes bambús'. Según la enciclopedia del siglo X, escrita por Yue Shi (乐史), Geografía universal de la Era Taiping (太平寰宇记) dice; Recibió ese nombre porque dentro de sus límites se producen grandes bambúes en abundancia'.